# 266 Aline
Aline (asteroide 266) é um asteroide da cintura principal com um diâmetro de 109,09 quilómetros, a 2,36306263 UA. Possui uma excentricidade de 0,15736051 e um período orbital de 1 715,33 dias (4,7 anos).
Aline tem uma velocidade orbital média de 17,78590771 km/s e uma inclinação de 13,39053265º.
Este asteroide foi descoberto em 17 de Maio de 1887 por Johann Palisa.